# Carnaval de Ponta Grossa
O Carnaval de Ponta Grossa é um evento que acontece todos os anos em Ponta Grossa, no Paraná, e tem como ponto alto os desfiles de escola de samba e dos blocos. O evento é realizado na cidade desde o início do século XX e o desfile tem reunido cerca de 20 mil pessoas nas últimas edições.

## História
Maximiliano Caillot, vindo da França junto com um grupo de imigrantes comandados por Jean Maurice Faivre para colonizar uma grande área de terras chamada de Colônia Thereza Cristina, nos Campos Gerais. dedicados à música, sua adaptação as terras acabou-se não acontecendo e Maximiliano Caillot transferiu-se para a cidade de Ponta Grossa. Casou com Maria Madalena e tiveram três filhos: Paulo, Maximiliano e Gabriel. A família, além de outras atividades dedicavam-se a música. O filho Gabriel conheceu uma negra chamada Floripa e logo estavam apaixonados, apesar do preconceito que havia na época, os negros eram escravos alforriados ou descendentes deles. Gabriel casou-se com Floripa e foi morar na região conhecida hoje como bairro de Olarias, A família reunia amigos para saraus com muita música, unindo com a tradição cultural da família da sua esposa, que eram conhecedores da dança e de instrumentos musicais, como o batuque da capoeira e do candomblé e ao som de samba.
No início do século XX o carnaval de Ponta Grossa era caracterizado pelo desfile do corso pelas ruas do centro da cidade, com algumas alegorias, lançando confetes e serpentinas nos foliões, tendo seu auge entre 1930 e 1940. Com o advento da Segunda Guerra Mundial as celebrações perderam forças e muitas festividades foram reprimidas. Além disso, durante o Governo Vargas, a guerra e a política deliberada na época, contribuíram também com o fechamento de clubes de origem étnicas, como, por exemplo, os clubes germânicos e italianos. As restrições impostas foram destaques na imprensa local:
Faltaram este ano os elementos para o carnaval de rua: não há corso, devido ao racionamento da gasolina, não há lança-perfume; não há serpentina e nem confete, e porque não dizê-lo; a vida está tão cara que o Zé-povo não pode prejudicar o seu orçamento doméstico com as despesas que a folia acarreta.— Diário dos Campos. Ponta Grossa 1945, p. 1).
Foi entre as décadas de 1940 e 1950 que surgiram os primeiros blocos de carnaval criados pelos filhos de Floripa e Gabriel Caillot: Raul Caillot, Alcides e as filhas Dalva e Evanira. Esses blocos cresceram e deram origem as escolas de samba. O gosto pelo samba e pelo carnaval incentivou outras famílias a criar outras agremiações, formadas por descendentes dos primeiros carnavalescos da região.
Ainda no início do século XX diversos clubes sociais foram criados na cidade. Esses espaços passaram a ser palcos das festividades locais, incluindo as comemorações carnavalescas. Nesse período eram realizados os bailes de carnaval. Já em 1942 o Clube Guaíra e o Clube Pontagrossensse, por exemplo, realizaram o baile de carnaval, que contava com a participação do rei Momo, um dos símbolos da folia. Outros clubes também começaram a promover a festa momesca ou então os bailes de máscaras, como o Clube Princesa dos Campos, Clube Verde, Associação Recreativa Homens do Trabalho, e o 13 de Maio, alguns eventos carnavalescos se mantém nesses clubes até a atualidade, embora em um outro formato.
Enquanto as comemorações de carnaval em clubes eram para um público selecionado, o carnaval de rua transmitia a essência da cultura popular, com pouco recurso e com incentivos de famílias operárias. A maior parte desses operários trabalhavam na rede ferroviária e residiam entre as vilas de Oficinas e Olarias, onde surgiram as primeiras escolas de samba. Após a Segunda Guerra Mundial, o carnaval de rua retornou, em 1946, porém não com a mesma intensidade de antes, pois entre 1939 e 1945, os clubes haviam absorvidos boa parte das festas de carnaval. Entre 1946 e 1956 o carnaval continuou nas ruas e nos clubes. A herança do período de estado de guerra afetou os ânimos dos foliões, principalmente no carnaval de rua.
O desfile sempre foi realizado na avenida Vicente Machado, no centro de Ponta Grossa. Cerca de 1200 foliões desfilam e mais de 20 mil pessoas prestigiam a festa na avenida. Em alguns anos competições foram organizadas entre as escolas, sendo avaliadas nos quesitos: enredo, comissão de frente, mestre-sala e porta-bandeira, evolução carros alegóricos, fantasias e adereços, samba enredo e bateria. Em algumas edições foram eleitos o Rei Momo e a Rainha do Carnaval de Ponta Grossa em festividades antes do Carnaval de Rua
Em 2019 a Fundação Municipal de Cultura de Ponta Grossa organizou e promoveu o carnaval na cidade, porém sem disponibilizar investimentos. Ainda em 2019 a Liga das Organizações Carnavalescas de Ponta Grossa recebeu o prêmio Roselei do Rocio Manoel de Artes Populares e foi homenageada na Conferência Municipal de Cultura. Na última década foi percebido um aumento na cobertura pela mídia regional.
Entre 2016 e 2018 o Bloco da XV realizou três edições de festividades de carnaval na rua XV de Novembro. Após diversos problemas o bloco encerrou os festejos. Em 2018 também foi criado o Bloco dos Polacos, bloco independente, com o objetivo de celebrar a pluralidade e alegria da cultura brasileira. Realizou as primeiras edições em 2018 e 2019 na Praça dos Polacos (Praça Barão de Guaraúna), em frente a Igreja dos Polacos (igreja Sagrado Coração de Jesus). Em 2021 as festividades, tanto nos clubes como nas ruas, foram canceladas de modo geral devido a Pandemia de COVID-19. Em 2022 alguns clubes realizaram o evento, já os desfiles não aconteceram.

## Escolas

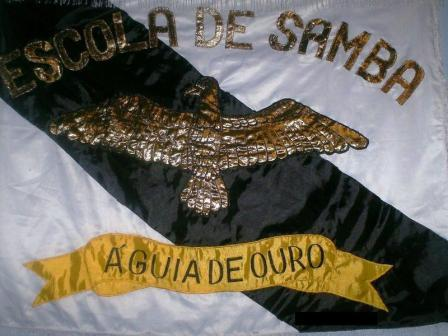
Bamdeira da Escola de Samba Águia de Ouro.

As primeiras Escolas foram fundadas no bairro de Olarias, Princesa dos Campos fundada pelo Mestre Toninho Preto depois surgiram outras como a Globo de Cristal, fundada na década de 1970 e localizada na Vila Mariana. A Escola de Samba Águia de Ouro foi fundada em 1994 pela família Boita, no bairro Oficinas. A Escola Ases da Vila foi fundada em 1997 no bairro Uvaranas.
O município conta com 7 agremiações, estando algumas inativas:
- CES Portal das Águas (Vila Ana Rita)[14]
- ES Ases da Vila (Vila Clóris)[14]
- ES Baixada Princesina (Santa Mônica)[14]
- ES Gaviões da Beira da Linha (Vila São Marcos)[14]
- ES Globo de Cristal (Vila Mariana)[14]
- GRCES Nova Princesa (Olarias)[14]
- SRES Águia de Ouro (Vila Central)[14]

### Campeãs
- 2008 – Globo de Cristal[15]
- 2010 – Globo de Cristal[16]
- 2011 - Ases da Vila[17]
- 2012 - Ases da Vila[18]